# FK Senta
El FK Senta es un club de fútbol serbio del poblado de Senta, Vojvodina. Fue fundado en 1905 y actualmente juega en la Liga Srpska de Vojvodina, tercera división del fútbol serbio.

## Historia
El club fue fundado en 1905 como Zentai Atletikai Klub. Desde la aparición de Yugoslavia en 1929 el club jugó en la Subasociación de fútbol de Subótica. Desde la disolución de Yugoslavia el club es conocido con su actual nombre.